# Taza
Taza er en by i det nordlige Marokko som er administrativ hovedby for provinsen Taza som er en del af regionen Taza-Al Hoceïma-Taounate. Der boede ved folketællingen i 2016, 300,000 mennesker . Byen ligger i et bjergpas, kendt som "Taza Gap" mellem Rif- og Atlasbjergene, omkring 120 km øst for Fez.